# Mihail Dan
Mihail Dan (n. 1840, Pișteștii din Deal, România – d. 1883, Iași, România) a fost un pictor român. Artistul a fost un elev al lui Theodor Aman și a făcut parte din prima generație de elevi ai Școlii de Belle Arte din București împreună cu Sava Henția, Mihail Ștefănescu, Iacovache Constantinescu și Nicolae Iliescu. A participat la mai multe evenimente expoziționale ale Expoziției artiștilor în viață din anii 1865, 1870, 1872, 1874 și 1881. A pictat în special portrete la comandă, așa cum au fost cele ale lui Mihail Kogălniceanu și Dimitrie Bolintineanu.

## Biografie
Există foarte puține informații despre viața artistului, ele fiind lapidare. Mihail Dan s-a născut în satul Pistești din Județul Gorj în anul 1840[A]. Tradiția orală spune despre artist că ar fi fost pentru o vreme grăjdarul lui Theodor Aman. Acesta din urmă l-ar fi surprins desenând și mirat fiind de evidentul talent pe care-l dovedea, l-ar fi încurajat și i-a dat primele lecții de pictură.[C]
Cu siguranță, Mihail Dan a fost unul dintre primii elevi ai Școlii de Belle Arte din București. Astfel, încă de la absolvirea primului an de studii, el a luat parte la Expoziția artiștilor în viață din anul 1865 alături de profesorii săi. Ion Frunzetti a emis ipoteza că pictorul Dan își începuse educația artistică cu mult înainte de înscrierea sa la Belle Arte. Tot Frunzetti a considerat că dacă este adevărat că Aman l-ar fi descoperit ca talent artistic, acest episod relevă meritele acestuia ca îndrumător și pedagog care a avut grijă de soarta tinerilor talente apărute din rândul oamenilor simpli ce nu trebuiau să fie menite a se pierde în anonimat. Istoricul de artă a precizat că Mihail Dan fiind lipsit de mijloace de existență, nevoit să lucreze ca grăjdar în oraș, a găsit în Theodor Aman providența.

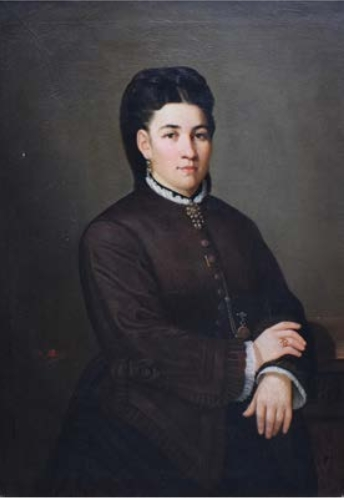
Boieroaica - 1876

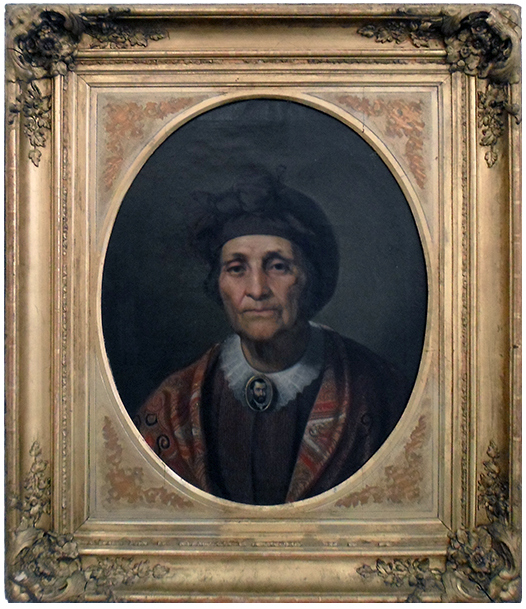
Portret de bătrână - Muzeul de Artă din Constanța

Pe băncile Școlii de Belle Arte din București s-a făcut remarcat împreună cu colegii săi Sava Henția, Mihail Ștefănescu și Dumitru Marinescu. Dacă descoperirea sa ca talent într-ale picturii i se datora lui Aman, faptul că artistul s-a impus ca o valoare a timpului său este un merit personal. La Expoziția artiștilor în viață din anul 1865 a participat doar cu o lucrare intitulată Odaliscă privindu-se în apă. Cu aceasta s-a impus publicului vizitator și numele lui a slujit ca motiv chiar în momentul în care Școala de Arte Frumoase a fost desființată în anul 1866 din cauză de deficit bugetar. Numele lui Mihail Dan era argumentul pozitiv adus în articolele de presă din acea epocă pentru care se cerea ca instituția de învățământ trebuia redeschisă. Astfel în luna august 1866, Buletinul Instrucțiunii Publice a pledat într-un articol pentru reînființarea școlii aducându-l pe tânărul pictor Dan ca exemplu de talent care a progresat ca urmare a studiilor lui la școala desființată:
„... Semnalăm atențiunei publice talentele unui june pictore, elevu alu de curentu desfințatei scole de pictură din Bucureșci. Acest june carele se numesce Danu promite a deveni un artistu de meritu. Fia-cine ne va da cuventu, va fi de părerea noastră, deca va fi vedutu unulu din deja înmulțitele esemplare, de portrete în oloiu alu Măriei Sele Domnitorului... Sciința coloritului este partea în care junele pictore escelă, desemnulu neci elu nu va lipsi pincelului seu, deca, veri-câtu de săracu și neîncuragiatu este, nu va negriji studiul, fără de care și geniul nu reușește a streluci... Scimu că sunt dile grele la noi în țeră pentru omulu care'și face din frumosu, cariera sea...”
----- Buletinul Instrucțiunii Publice, București, august 1866
Ziaristul anonim a adăugat în continuare că Mihail Dan este:
„... amoarea frumosului a triumfatu asupra pedeciloru materiale și lu-a aretatu lumei uimite... Curagiu și perseverință dle Danul... Astăzi pe câte doui, trei galbeni, tablourile. Deră ce? Magistrele dumitale, deja celebru, găsit'a cumpărători și încurajare pentru frumosele sele tablouri? Cându unui Amanu eși pune în totăriă o opera a sa favorită, și cu toate aceste încă auzim că n'a aruncatu caveletă și colori pe focu, este... tolerablu pentru Dta care începi, se fii nevoitu a lucra o septămână întreagă la un tablou carele nu scii de'lu vei putea vinde pe ceea ce ți-a trebuitu ca să trăesci în cursulu acelei septămâni! Deca Amanu, Tatarescu, etc, nu-și asvîrlă câtu colo cavaleta, Dta Domnule Danu, simți, nu este așa, că arta trăesce și fără budgetul Ministerului de Culte.”
----- Buletinul Instrucțiunii Publice, București, august 1866
În anul 1869, Mihail Dan a participat la concursul pentru obținerea unei burse în străinătate cu o lucrare intitulată Adam și Eva găsind cadavrul fiului lor Abel având ca principali contracandidați pe Mihail Ștefănescu și Sava Henția. Concursul a fost câștigat de Mihail Ștefănescu, Sava Henția obținând o mențiune. Astfel, Dan a rămas la București și s-a specializat în realizarea de portrete. Acestea îi puteau asigura existența, ele fiind singurele pentru care existau comenzi. Zece ani mai târziu, artistul a apărut în cataloagele expoziționale ca fiind profesor la Școala Centrală din București în perioada 1871-1881. Există mențiuni neconfirmate că Mihail Dan ar fi murit la Iași în anul 1883[B], unde a fost în ultima perioadă a vieții profesor la Liceul Național din localitate.

## Opera

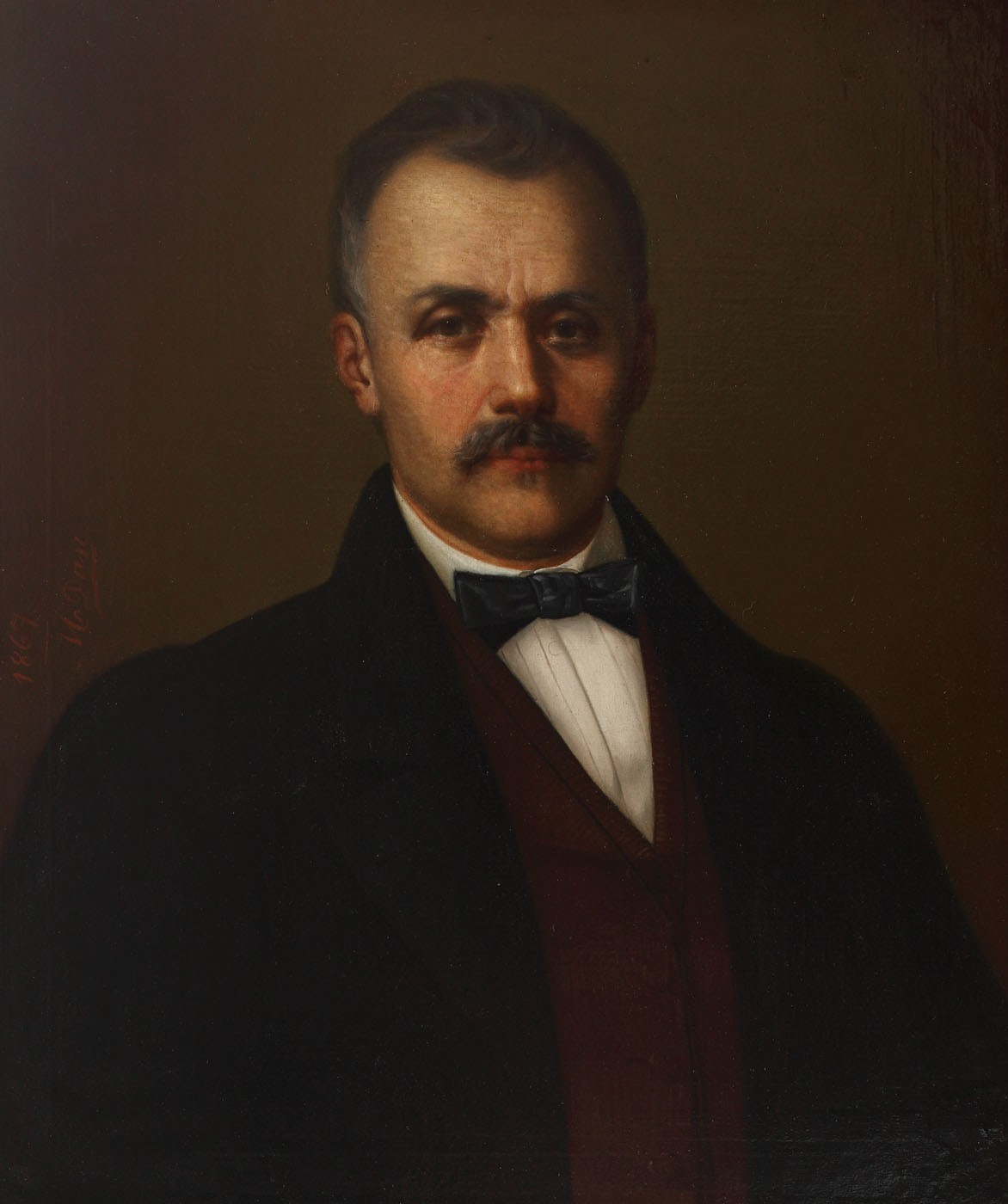
Portretul lui Ion Carp

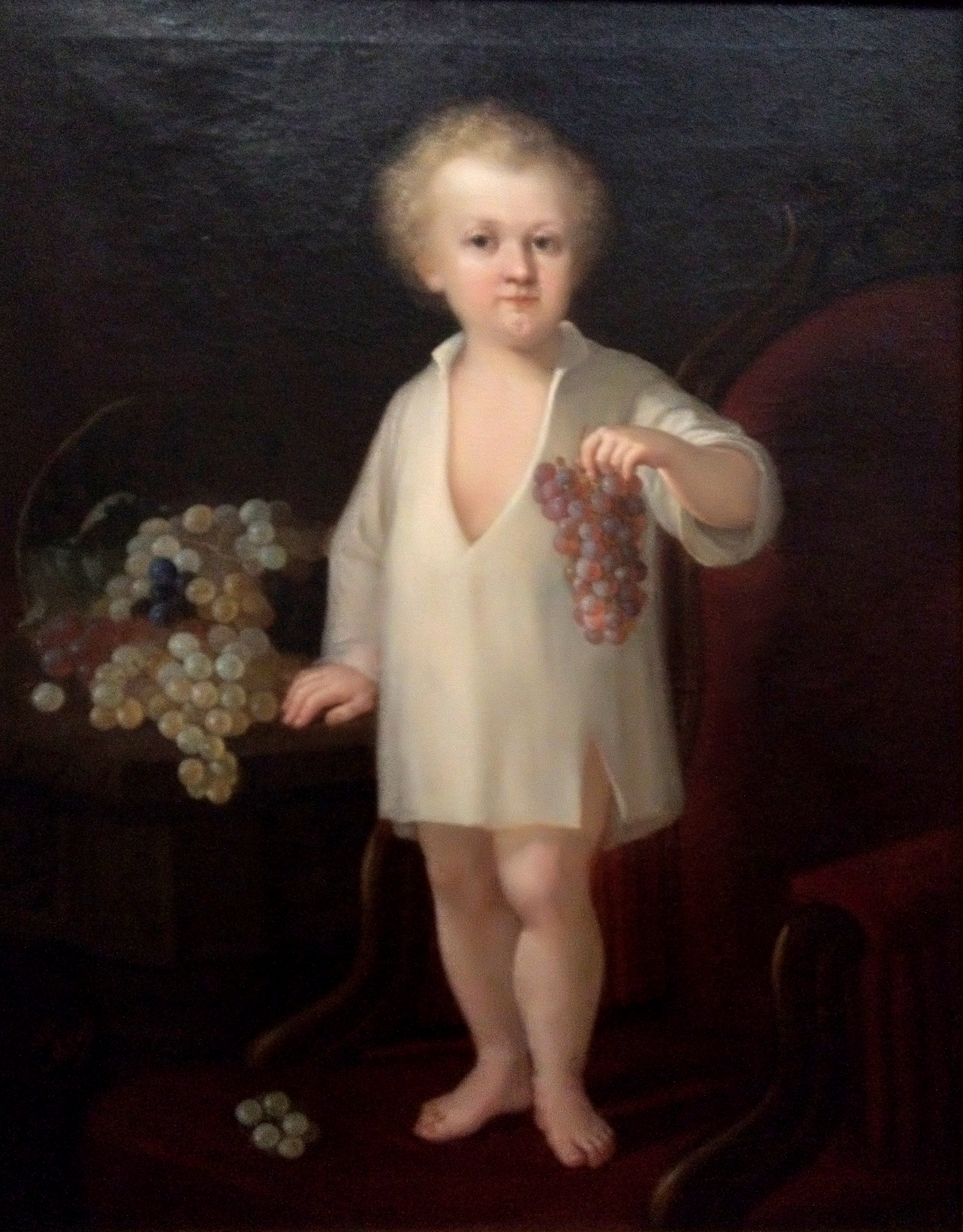
Copil cu strugure

Neputând să obțină o bursă de studii pentru Apusul Europei, Mihai Dan și-a găsit un mod mediocru de trai ca profesor de desen și a continuat să facă portrete și mai rar pictură de gen așa cum au fost semnalate de presa timpului lucrările: Țărancă dormind pe un snop de grâu și Laptagiul. Aceste două lucrări au fost prezente la Expoziția Concordiei Române din anul 1880 din București. împreună cu încă un portret de bărbat al Domnului Nica tatăl.
La Galeria Muzeului Național de Artă al României se regăsesc mai multe lucrări realizate de Mihail Dan. Astfel, se găsește Portretul Mariei L. Piteșteanu făcut în anul 1862, lucrare care a provenit de la Muzeul Saint Georges.[D] Acest portret este o pictură remarcabilă, putându-se vedea în ea calitățile de desenator înnăscut, precum și valențe de colorist excelent, toate fiind tributare, in opinia lui Ion Frunzetti, unei școli de pictură pe care Dan a găsit-o în atelierul maestrului său Theodor Aman. În portretul Mariei Piteșteanu se observă o soliditate constructivă ce tinde spre arhitectonic a suprafețelor în culori diferite, totul fiind coroborat cu incidențele de lumină ce cad în unghiuri diferite. Se vede în plus o grijă deosebită pentru calitățile materialelor pictate, dar și pentru psihologia personajului.
În Portretul lui Mihail Kogălniceanu, care este un bust văzut din față, brațele sunt încrucișate, fapt ce dovedește că Mihail Dan putea surprinde caracteristicile și calitățile fizionomiei unui personaj ce reprezintă o valoare de natură istorică și socială. Din cauza comenzilor cu care era asaltat și pe care le realiza fără o aplecare spre aprofundarea psihologică, portretul lui Kogălniceanu putea fi de o semnificație mai prestigioasă.
Portretul lui Dimitrie Bolintineanu a fost realizat în anul 1876, personajul fiind într-o poziție tipică de meditație poetică, având mâna stângă sub bărbie și mâna dreaptă în unghiul mâinii stângi. Deși acesta este un artificiu ieftin, calitățile psihologice ale lui Bolintineanu sunt redate cu o realistă precizie.

## Activități expoziționale oficiale
Mihail Dan a participat la Expozițiile artiștilor în viață din anul 1865, 1870, 1872, 1874 și 1881, după cum urmează:
- Expoziția artiștilor în viață din anul 1865 - a expus o lucrare intitulată Odaliscă privindu-se în apă.[2]
- Expoziția artiștilor în viață din anul 1870 - a participat cu trei portrete: Portretul doamnei Z, Portretul domnului I și Portretul doamnei Darvary. A primit Medalia de clasa a III-a împreună cu Sava Henția și Iacovache Constantinescu. Medalia de clasa I-a a fost obținută de Nicolae Grigorescu pentru Portretul marelui ban Năsturel Herescu și Medalia de clasa a II-a de Constantin I. Stăncescu pentru un portret desenat al lui Ion Heliade Rădulescu.
- Expoziția artiștilor în viață din anul 1872 - a expus două portrete: Portretul doctorului Staicovici și Portretul lui V.A. Urechia. Pentru Portretul doctorului Staicovici a primit Medalia de clasa a III-a.
- Expoziția artiștilor în viață din anul 1874 -
- Expoziția artiștilor în viață din anul 1881 -

## Incertitudini

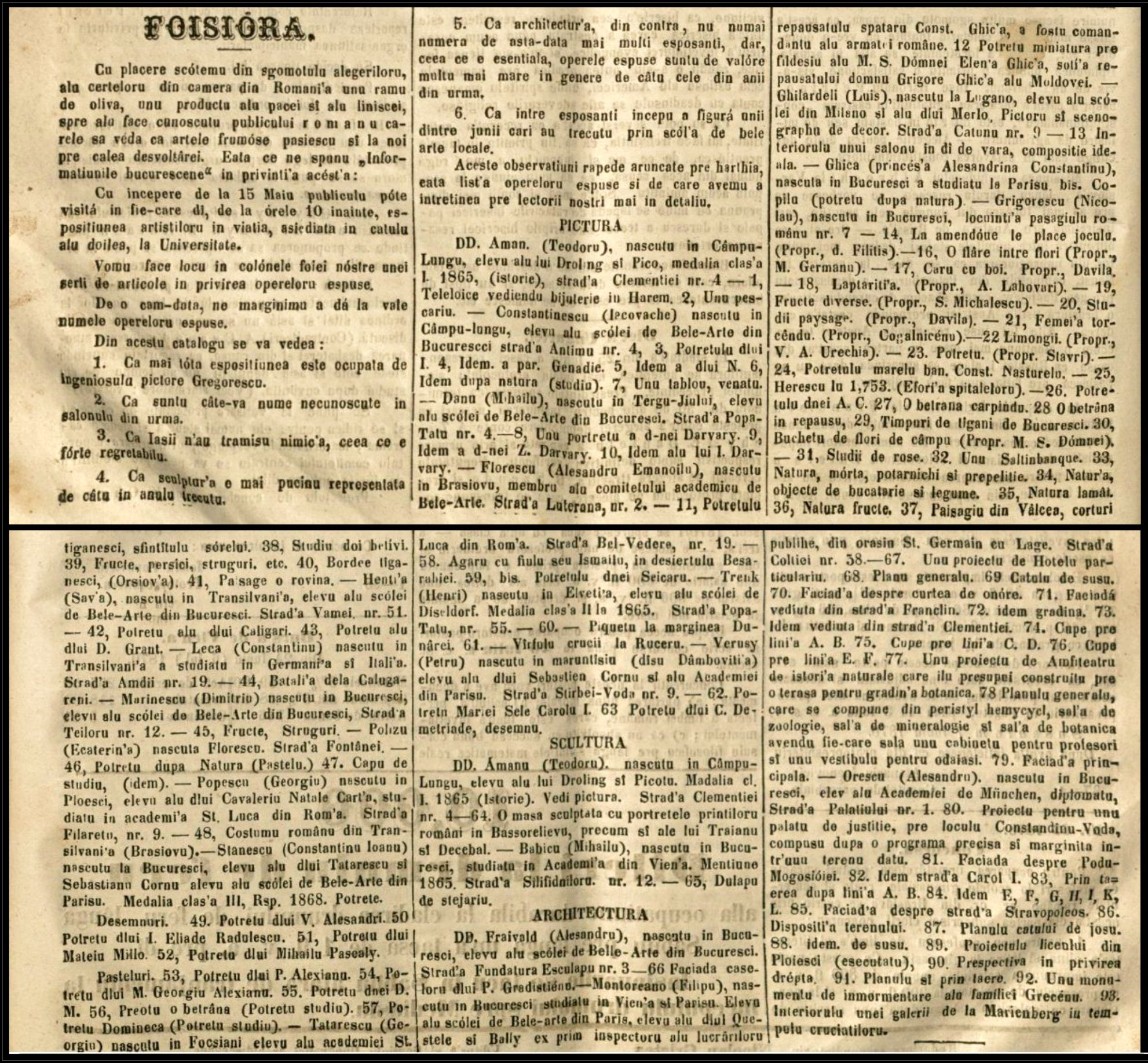
Anunţul expoziţiei din 1870 - Telegraful român din 25 iunie 1870

- A Anul nașterii pictorului Mihail Dan suferă de incertitudini cauzate de documentele primare pe care le-au studiat istoricii de artă. Astfel, cu ocazia participării sale din anul 1869 la concursul pentru obținerea unei burse în străinătate, în documentele care s-au păstrat la Arhivele Statului se menționează că artistul s-ar fi născut în județul Gorj în anul 1842.[2] Alte documente, păstrate tot la aceeași instituție și care au fost elaborate cu ocazia Expoziției artiștilor în viață din anul 1865, precizează că Mihail Dan s-ar fi născut la Târgu Jiu.[2] Anunțul de organizare a Expoziției artiștilor în viață din anul 1870 apărut în Telegraful român în data de 25 iunie 1870 a menționat tot Târgu Jiu ca localitate natală. În catalogul Muzeului Simu, pictorul apare cu specificația că era născut în anul 1840 în satul Pistești din Județul Gorj, fără a fi justificată în vreun mod acestă informație.[2] Paul Rezeanu[10] și Vasile Florea[11] au afirmat că Mihail Dan ar fi trăit în perioada 1836 - 1885.[6]
Sorin Popescu a susținut într-un articol apărut în data de 27 septembrie 2010, că ar fi intrat în posesia unei scrisori care ar fi aparținut fiului lui Mihail Dan, Emanoil Dan.[6] În scrisoare, acesta face precizarea că artistul s-ar fi născut în satul Pistești din Gorj în anul 1840.[6]
- B Ion Frunzetti a socotit că Mihail Dan ar fi decedat în anul 1883 la vârsta de 43 de ani.[7] Paul Rezeanu și Vasile Florea considerând că perioada de viață a pictorului ar fi fost între anii 1836 și 1885, înseamnă că anul decesului fiind 1885, artistul ar fi murit la vârsta de 49 de ani.[6] Mircea Deac[12] a dat ca an al decesului, anul 1886, deci Mihail Dan a decedat la vârsta de 50 de ani.[6] În scrisoarea lui Emanoil Dan, anul trecerii în neființă este același cu cel din specificația lui Frunzetti.[6]

## In memoriam
- O stradă din sectorul cinci al Bucureștiului poartă numele artistului.[13]